# Zaséchnaya chertá

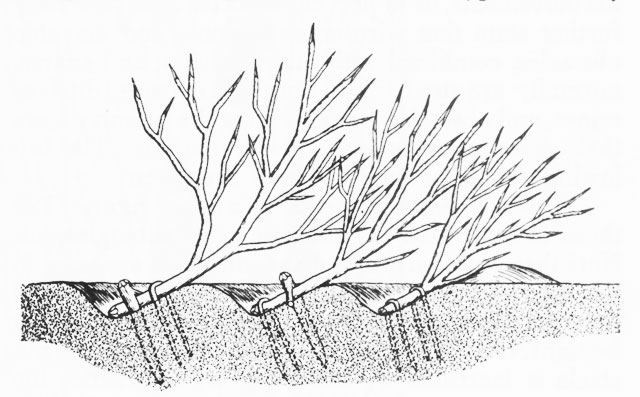
Modelo de línea de abatís.

La Zaséchnaya chertá (del ruso: Засе́чная черта́), traducida aproximadamente como "Línea de Abatís") era un sistema de líneas de fortificaciones, creada por el Gran Ducado de Moscovia desde el siglo XIII y por el Zarato ruso en los siglos XVI y XVII, y situada en la frontera sur del reino ruso para defenderse de la invasión de mongoles y tártaros en la primera época y de los tártaros de Crimea, que, a través de la ruta de Murava, saqueaban el sur del país, en la segunda. Servía asimismo de frontera entre los moscovitas y los nómadas de la estepa.
La más importante de estas líneas defensivas era la Gran Línea de Abatís (Большая засечная черта), principal en el sistema de defensa del Estado ruso y que incluía una serie de fortificaciones (en 1630 había más de cuarenta) en dos líneas: una avanzada entre la región de Meshchora y los bosques de Briansk, y otra en retaguardia que seguía el curso del río Oká. Entre las fortificaciones se establecía un sistema de enlaces y patrullas. Del mantenimiento de los abatís se encargaba el prikaz de Artillería.

## Características

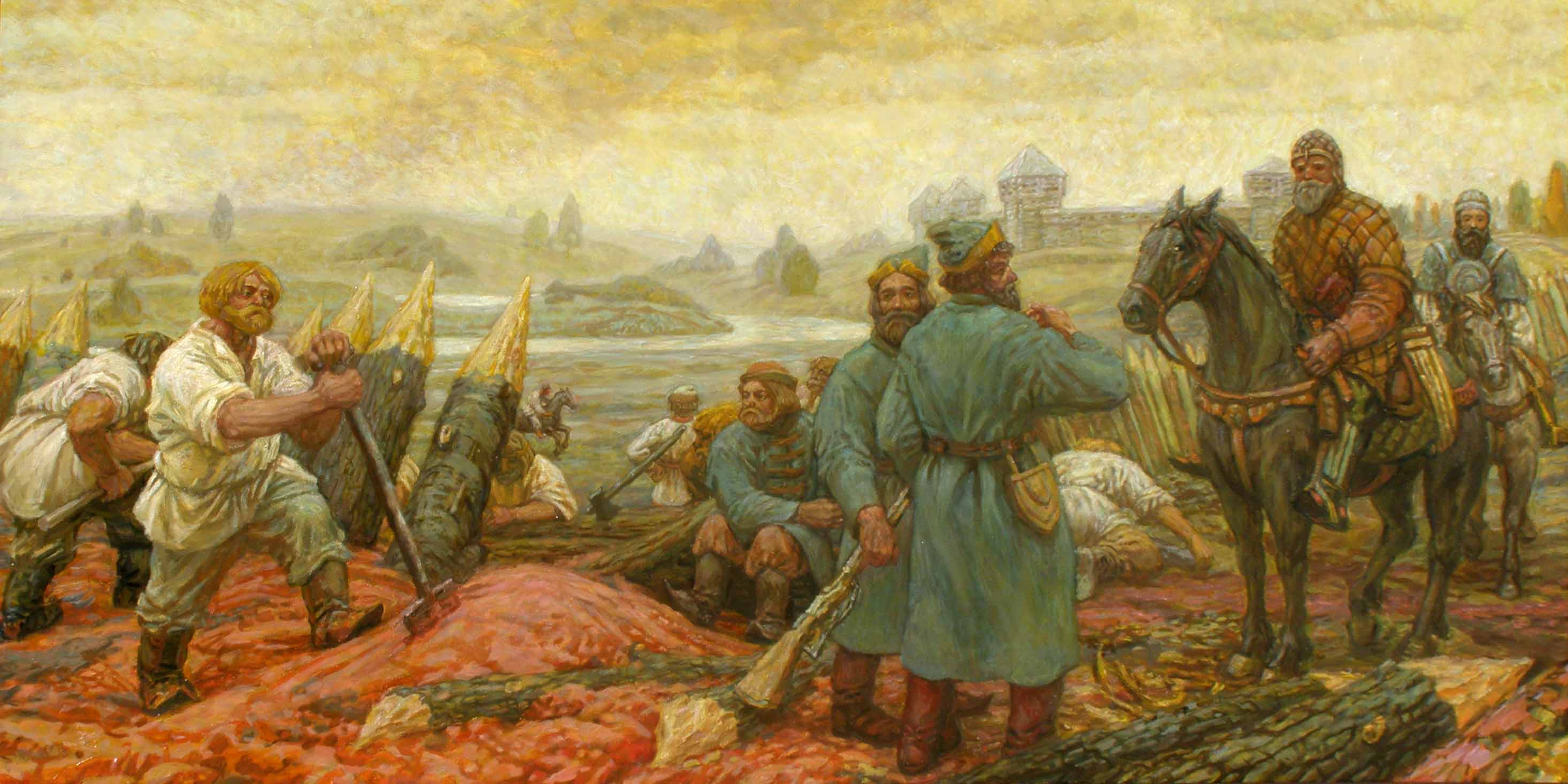
Maximilián Presniakov, En la frontera con los Campos Salvajes, 2010.

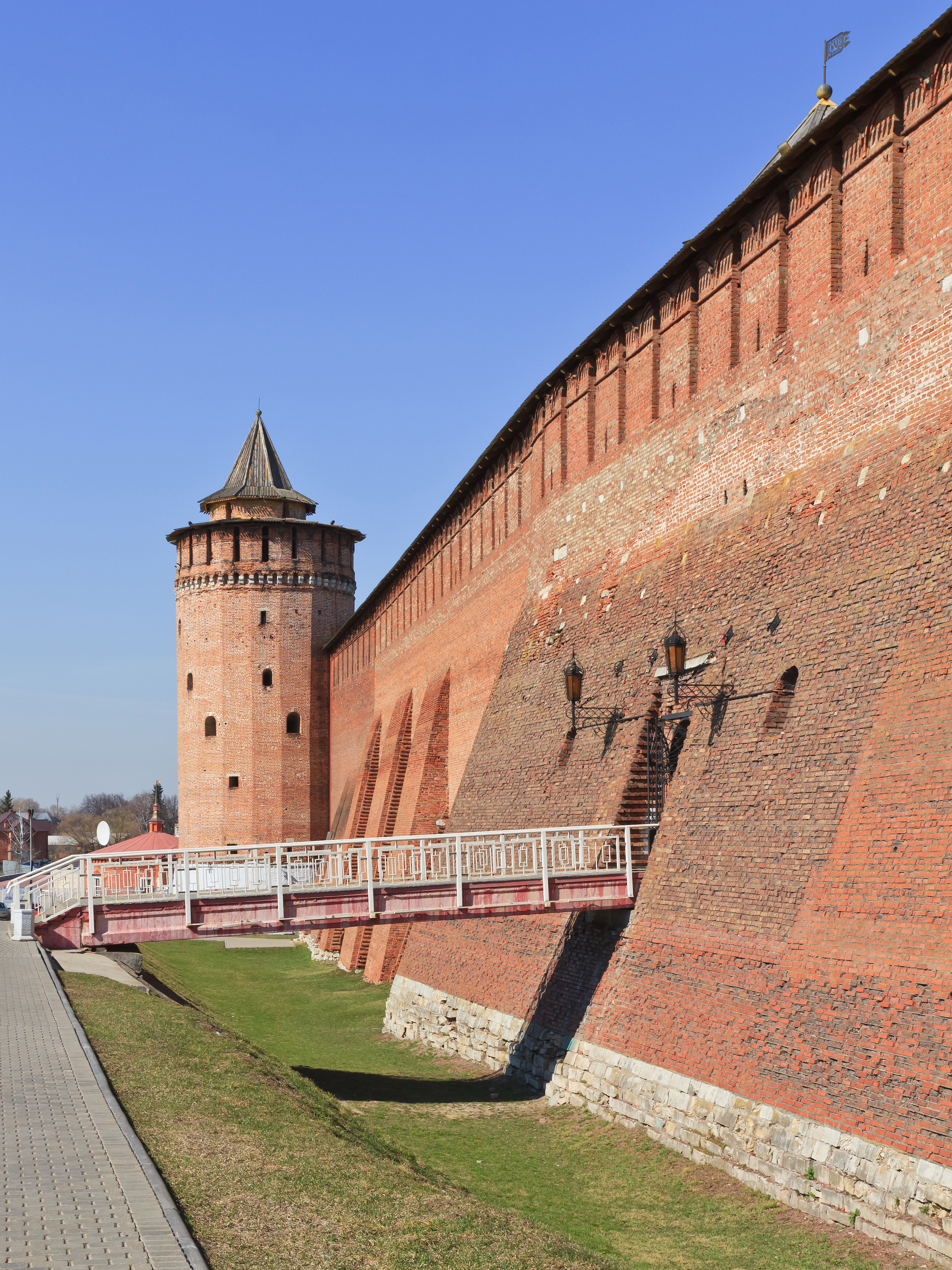
Kremlin de Kolomna, parte de la línea.

Abatís es un término militar para una fortificación de campaña construida con árboles cortados colocados a modo de barricada. Se reforzaba con fosos y terraplenes, empalizadas, torres de vigía y accidentes naturales como lagos, ríos, barrancos y pantanos. La anchura del abatís podía alcanzar varios cientos de metros. En los lugares más peligrosos se colocaban dos o tres líneas: Las puertas y se construían pequeñas fortalezas de madera armadas con cañones, ostrog, en los caminos para inspeccionar a la gente que pasaba. A los campesinos que habitaban en sus proximidades se les prohibía asentarse, cortar madera en el área (bajo multa) o tender nuevos caminos o senderos, y eran obligados por las autoridades a mantener y renovar las fortificaciones. En otoño, grandes áreas de hierba de la estepa eran quemadas para no proporcionar forraje a los invasores.
Los abatís eran denominados por su posición (Túlskaya, Kashírskaya, Shátskaya, etc.). Las fortificaciones de la línea podían ser tanto grandes kremlins de piedra o madera (Sérpujov, Kolomna, Zaraisk, Tula, Riazán, Beliov), como ostrógs más pequeños.
La milicia se reclutaba en las localidades cercanas a razón de una persona por cada veinte hogares. Ejercían esta tarea junto con las guarniciones de las fortalezas de las ciudades (desde algunos centenares hasta 1 500 soldados). Se proveía a la milicia con hachas, cañones de mano, dos libras de pólvora y plomo. A mediados del siglo XVI la componían unas 35.000 personas. Custodiaban la línea por grupos (stanitsas) que eran enviados en partidas de vigilancia a una zona extensa por delante de la línea de abatís.
En Tula, tras la línea, se hallaba el estado mayor, que tenía a disposición un ejército móvil de 6 279 hombres en 1616 y 17.005 en 1636. Otras ciudades importantes eran Odóyev y Riazán. Permanentemente se establecía un ejército de campaña distribuido en Pereyaslavl-Riazanski, Mijáilov, Pronsk, Veniov, Vóljov, Tula, Yeléts, Chern, Yepifán, Bogoróditsk, Dedilovo, Krapivna, Odóyev, Novosil, Yefrémov, Dankov, Skopín y Mtsensk.
Las defensas estaban administradas por los encargados de la línea de abatís (zaséchnye prikázchiki), los voivodas y jefes a los cuales se subordinaban tanto las guarniciones como las patrullas. A finales del siglo XVII, todo el sistema pasó a depender del prikaz de Artillería del prikaz del Reitar. Para el pago de las costas de mantenimiento y refuerzo de las líneas se recaudaba un tributo especial "el dinero de los abatís" (засечные деньги o zaséchnye dengui).
Como fortificación a lo largo de centenares de kilómetros guarda cierta analogía con la Gran Muralla China y el Limes romano.

## Historia

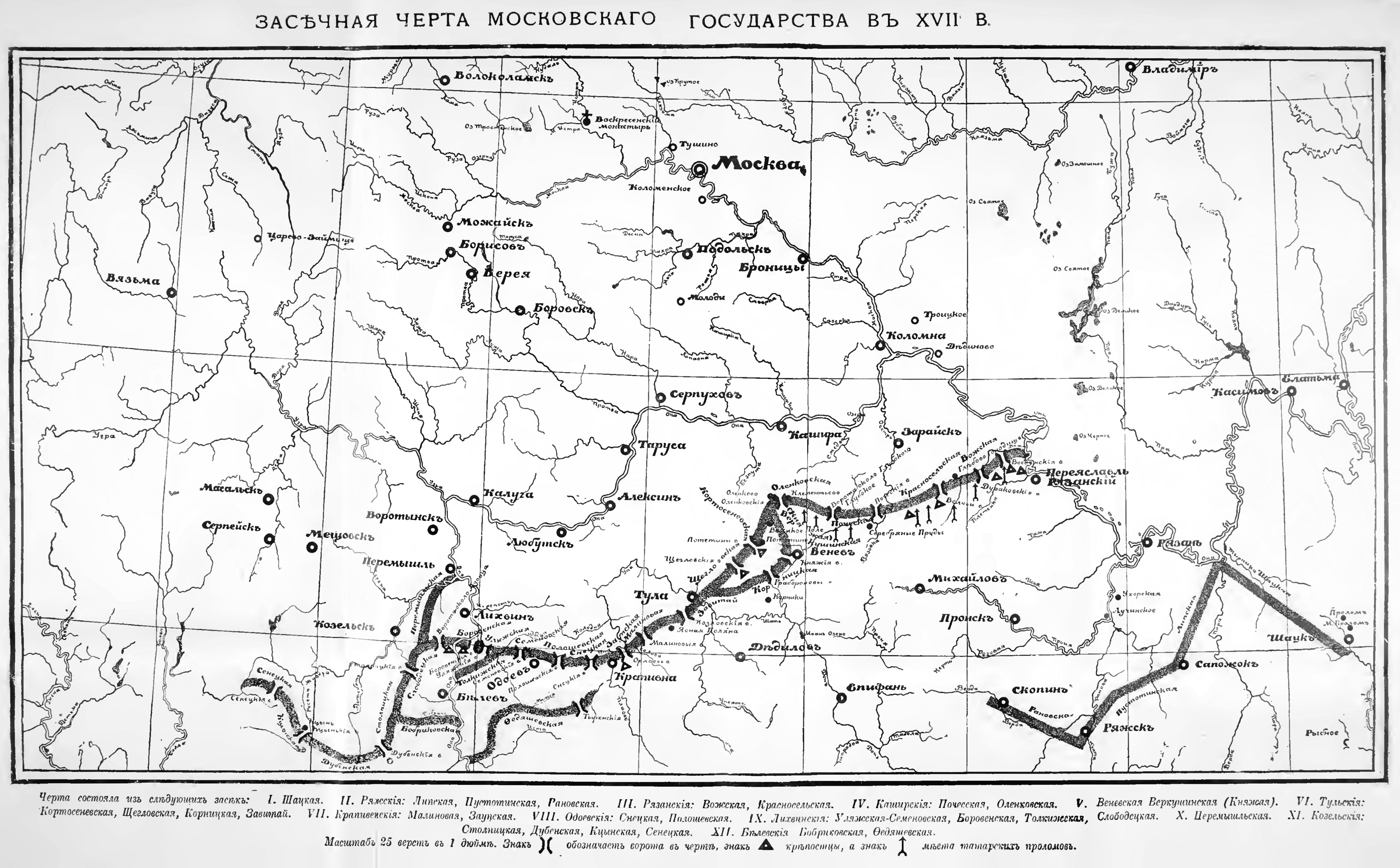
Mapa de la Bolshaya zaséchnaya chertá en el.

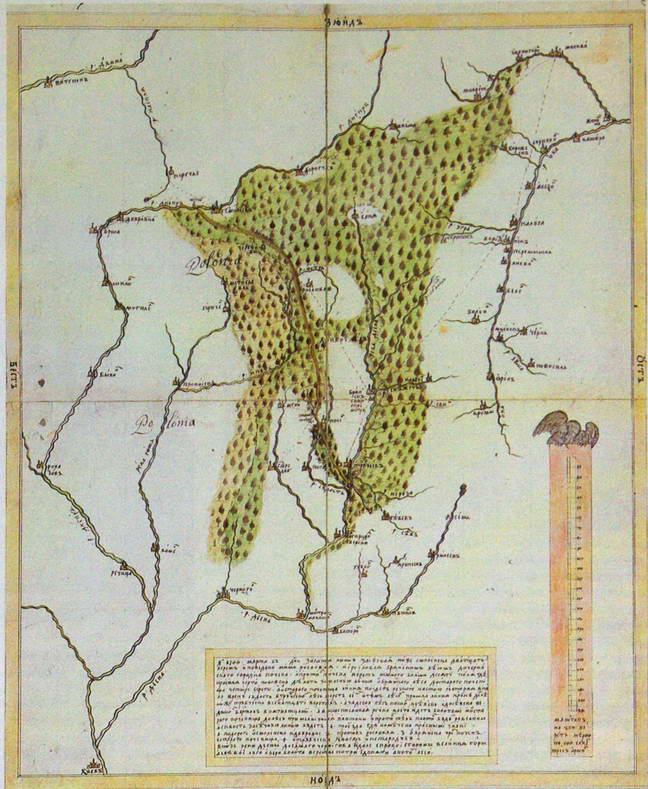
Mapa de la línea de 1706-1708 entre Smolensk y Cherníhiv.

Las primeras referencias a los abatís se hallan en la crónica de Nóvgorod (1137-1139) y en la crónica de la Trinidad (1216). Los habitantes de Nóvgorod, Pskov, Yaroslavl y otros construían abatís en las vías de movimiento del enemigo.
En el siglo XIII se comenzaron a usar líneas defensivas con abatís en las fronteras del sur del Rus para la defensa ante los mongoles, creando un sistema bastante complejo sobre las vías de su movimiento. En el siglo XIV el gran príncipe Iván Danílovich levantó una línea continua de abatís del Oká al Don y más allá hacia el Volga. Se edificaron fortalezas en las ciudades y ostrog con terraplenes en los lugares abiertos. Estas líneas eran defendidas por la milicia especial mencionada en el siglo XIV como zasechnoi strazhí
En las décadas de 1520 y 1530, bajo Basilio III de Moscú, empezó a crearse la línea defensiva que unía las ciudades y fortalezas de Kozelsk, Kaluga, Sérpujov, Kolomna, Múrom y Nizhni Nóvgorod, entre otras, a lo largo del río Oká. Más al sur se erigió otra línea que enlazaba las ciudades de Nóvgorod-Síverski, Putivl, Mtsensk y Pronsk. Con base en estas líneas surgió la Bolshaya zaséchnaya chertá o "Gran Línea de Abatís", finalizada en 1566, año en que Iván el Terrible inspeccionó su estado en Kozelsk, Beliov o Vóljov, entre otros lugares. Teodoro I encargó la construcción de las defensas entre Livno-Kursk, Vorónezh y Bélgorod (línea de abatís de Bélgorod).
En 1638 eran emprendidos los grandes trabajos de reconstrucción de las líneas de abatís, que había sufrido graves desperfectos en la Época de la Inestabilidad, escribiéndose también su descripción. P De nuevo se llevarían a cabo reformas entre 1659 y 1660 y entre 1676 y 1679, año en que cesarían los trabajos por haber sido trasladada la frontera rusa muy al sur, por lo que fueron necesarias nuevas líneas, como la línea de abatís de Simbirsk (1648-1654), que continuaba la línea de Bélgorod desde Tambov a Simbirsk y al Volga, y la línea de abatís del Kama (1652—1656), que separaba Kazán de los baskires. En 1706 se completó la línea entre Briansk y Smolensk. En 1736 comenzó a construirse la línea Samara-Oremburgo, pero el término línea de abatís ya no se utilizaba en las obras de fortificación en el Imperio ruso.

## Conservación
En la actualidad, la mayoría de los bosques de abatís han sido cortados. Sólo se ha conservado una pequeña parte bajo la protección del zapovédnik Abatís de Kaluga y Abatidas de Tula, que sobrevivió únicamente hasta 1951. Se ha planteado su reconstrucción.